# 小早川隆浩
小早川 隆浩（こばやかわ たかひろ、1970年〈昭和45年〉2月16日 - ）は、自動車技術者。小早川男爵家次期当主。

## 経歴
マツダで自動車技術者を務めた小早川隆治の長男として誕生。
父と同じく広島県のマツダで自動車技術者を務めている。

## 系譜
出典が無い限り、霞会館 1996, p. 608を参照している。
- 父：小早川隆治
- 母：小早川尚子 - 皇至道三女
  - 妹：小早川美紀